# Martin (Dakota del Nord)
Martin és una població dels Estats Units a l'estat de Dakota del Nord. Segons el cens del 2000 tenia 96 habitants.

## Demografia
Segons el cens del 2000, Martin tenia 96 habitants, 44 habitatges, i 26 famílies. La densitat de població era de 411,8 hab./km².
Dels 44 habitatges en un 27,3% hi vivien nens de menys de 18 anys, en un 45,5% hi vivien parelles casades, en un 11,4% dones solteres, i en un 40,9% no eren unitats familiars. En el 38,6% dels habitatges hi vivien persones soles el 20,5% de les quals corresponia a persones de 65 anys o més que vivien soles. El nombre mitjà de persones vivint en cada habitatge era de 2,18 i el nombre mitjà de persones que vivien en cada família era de 2,85.
Per edats la població es repartia de la següent manera: un 24% tenia menys de 18 anys, un 5,2% entre 18 i 24, un 24% entre 25 i 44, un 19,8% de 45 a 60 i un 27,1% 65 anys o més.
L'edat mediana era de 43 anys. Per cada 100 dones de 18 o més anys hi havia 87,2 homes.
La renda mediana per habitatge era de 28.438 $ i la renda mediana per família de 35.313 $. Els homes tenien una renda mediana de 30.000 $ mentre que les dones 18.750 $. La renda per capita de la població era de 15.767 $. Entorn del 8% de les famílies i el 17,4% de la població estaven per davall del llindar de pobresa.

## Poblacions més properes
El següent diagrama mostra les poblacions més properes.